# Liste von LSD-Analoga
Diese Liste führt synthetische Lysergamide auf, die zumindest strukturelle Analoga des Lysergsäurediethylamid (LSD) sind. Für eine genaue Darstellung der Chemie und Pharmakologie der Lysergamide sowie des rechtlichen Rahmens wird auf den Stoffgruppenartikel verwiesen.

## Chemische Eigenschaften

Grundstruktur mit Nummerierung der Substituenten entsprechend der Anlage zum deutschen NpSG. Die dargestellte Stereochemie entspricht der der natürlich vorkommenden D-(+)-Lysergsäure. Bei LSD ist R^{1}=H, R^{2}=Me und R^{3}=R^{4}=Et.

Substituenten am Indol-N (R1), am Amin-N (R2) und an der Amidgruppe (R3/R4) sind entsprechend der Anlage zum Neue-psychoaktive-Stoffe-Gesetz nummeriert. Modifikationen gegenüber LSD werden in der Tabelle farblich hervorgehoben.
| Trivialname oder übliche Abkürzung | CAS-Nr.        | R1 (Indol-N) | R2 (Amin-N) | R3/R4 (Amid-N)    | andere Positionen | Molare Masse | Smp. (Base)         |
| ---------------------------------- | -------------- | ------------ | ----------- | ----------------- | ----------------- | ------------ | ------------------- |
| LSD (LSD-25)                       | 50-37-3        | H            | Me          | Et/Et             |                   | 323,42 u     | 80–85 °C            |
| MLD-41                             | 4238-85-1      | Me           | Me          | Et/Et             |                   | 337,46 u     | unbekannt           |
| ALD-52                             | 3270-02-8      | COMe         | Me          | Et/Et             |                   | 365,47 u     | unbekannt           |
| 1P-LSD                             | 2349358-81-0   | COEt         | Me          | Et/Et             |                   | 379,22 u     | unbekannt           |
| 1B-LSD                             | 2349376-12-9   | COnPr        | Me          | Et/Et             |                   | 394,24 u     | unbekannt           |
| 1CP-LSD                            | nicht vergeben | COcPr        | Me          | Et/Et             |                   | 392,23 u     | unbekannt           |
| 1V-LSD                             | nicht vergeben | COnBu        | Me          | Et/Et             |                   | 407,55 u     | unbekannt           |
| 1H-LSD                             | nicht vergeben | COnHxo       | Me          | Et/Et             |                   | 421,27 u     | unbekannt           |
| 1DD-LSD                            | nicht vergeben | COC11H23     | Me          | Et/Et             |                   | 505,75 u     | unbekannt           |
| 1D-LSD                             | nicht vergeben | COC4H5(CH3)2 | Me          | Et/Et             |                   | 433,60 u     | unbekannt           |
| 1T-LSD                             | nicht vergeben | COC4H3SO2    | Me          | Et/Et             |                   | 433,66 u     | unbekannt           |
| 1S-LSD                             | nicht vergeben | COC5H12Si    | Me          | Et/Et             |                   | 451,75 u     | unbekannt           |
| ETH-LAD                            | 65527-62-0     | H            | Et          | Et/Et             |                   | 337,46 u     | 75–75 °C 108–110 °C |
| 1P-ETH-LAD                         | nicht vergeben | COEt         | Et          | Et/Et             |                   | 393,53 u     | unbekannt           |
| PRO-LAD                            | 65527-63-1     | H            | nPr         | Et/Et             |                   | 351,49 u     | 73–75 °C 87–88 °C   |
| IP-LAD (IPR-LAD)                   | 65527-61-9     | H            | iPr         | Et/Et             |                   | 351,49 u     | 106–108 °C          |
| BU-LAD                             | 96930-87-9     | H            | nBu         | Et/Et             |                   | 365,51 u     | 83–86 °C            |
| AL-LAD                             | 65527-61-9     | H            | C3H5        | Et/Et             |                   | 349,47 u     | 129–131 °C 88–90 °C |
| 1P-AL-LAD                          | nicht vergeben | COEt         | C3H5        | Et/Et             |                   | 406,25 u     | unbekannt           |
| 1CP-AL-LAD                         | nicht vergeben | COcPr        | C3H5        | Et/Et             |                   | 418,25 u     | unbekannt           |
| 1T-AL-LAD                          | nicht vergeben | COC4H3SO2    | C3H5        | Et/Et             |                   | 460,20 u     | unbekannt           |
| DAM-57                             | 4238-84-0      | H            | Me          | Me/Me             |                   | 295,38 u     | unbekannt           |
| LAE-32                             | 478-99-9       | H            | Me          | Et/H              |                   | 295,38 u     | 153–155 °C          |
| LSM-775                            | 4314-63-0      | H            | Me          | C4H8O             |                   | 337,42 u     | 116 °C              |
| LPD-824                            | 2385-87-7      | H            | Me          | C4H8              |                   | 321,42 u     | 181 °C              |
| LSZ                                | 470666-31-0    | H            | Me          | CH(CH3)CH2CH(CH3) |                   | 335,45 u     | 148–150 °C          |
| LAMPA                              | 40158-98-3     | H            | Me          | Me/nPr            |                   | 323,44 u     | unbekannt           |
| MIPLA                              | 100768-08-9    | H            | Me          | Me/iPr            |                   | 323,44 u     | unbekannt           |
| EIPLA                              | nicht vergeben | H            | Me          | Et/iPr            |                   | 337,45 u     | unbekannt           |
| ECPLA                              | nicht vergeben | H            | Me          | Et/cPr            |                   | 335,45 u     | unbekannt           |
| BOL-148                            | 478-84-2       | H            | Me          | Et/Et             | Br (C-2)          | 402,33 u     | unbekannt           |

## Pharmakologische Eigenschaften
Sofern aus wissenschaftlichen Veröffentlichungen in Fachzeitschriften mit Peer-Review bekannt, wird die psychotrope Potenz von Analoga relativ zu LSD (bei Tieren in Klammern) sowie ihre Wirkweise angegeben. Die Ergebnisse aus Tierversuchen sind nicht ohne Weiteres auf den Menschen übertragbar. Teilweise handelt es sich bei den funktionellen Analoga um Prodrugs, die nach Einnahme vom Körper in LSD umgewandelt werden.
Bei den angewandten Methoden zur Ermittlung der psychotropen Potenz handelt es sich um:
- Fragebogen[14] (bei Menschen)
- Drug Discrimination[15] (DD) bei Versuchstieren
- Head-Twitch Response[16] (HTR) bei Versuchstieren

| Name             | Psychotrope Potenz (im Vergleich zu LSD) | Wirkweise                    |
| ---------------- | ---------------------------------------- | ---------------------------- |
| LSD              | 100 %                                    | 5-HT2AR-Agonist              |
| LSZ              | (Ratte, DD: 190 %) (Maus, HTR: 116 %)    | 5-HT2AR-Agonist              |
| MLD-41           | 33 % 36 %                                |                              |
| ALD-52           | 100 % 91 %                               | LSD-Prodrug                  |
| 1P-LSD           | (Maus, HTR: 38 %)                        | LSD-Prodrug                  |
| 1B-LSD           | (Maus, HTR: 14 %)                        | LSD-Prodrug                  |
| 1CP-LSD          | (Maus, HTR: 31 %)                        | vermutlich LSD-Prodrug       |
| 1V-LSD           | (Maus, HTR: 36 %)                        | vermutlich LSD-Prodrug       |
| 1H-LSD           | (Maus, HTR: 91–100 %)                    | vermutlich LSD-Prodrug       |
| 1DD-LSD          | (Maus, HTR: 3,7 %)                       | vermutlich LSD-Prodrug       |
| ETH-LAD          | (Ratte, DD: 163 %)                       |                              |
| PRO-LAD          | (Ratte, DD: 100 %)                       |                              |
| BU-LAD           | (Ratte, DD: 13 %)                        |                              |
| IP-LAD (IPR-LAD) | (Ratte, DD: 41 %)                        |                              |
| AL-LAD           | (Ratte, DD: 201 %) (Maus, HTR: 76 %)     | 5-HT2AR-Agonist              |
| 1P-AL-LAD        | (Maus, HTR: 27 %)                        | vermutlich AL-LAD-Prodrug    |
| DAM-57           | 10 % 11 %                                |                              |
| LAE-32           | 5 % 3 %                                  |                              |
| LSM-775          | 11 %                                     |                              |
| LPD-824          | 10 % 5 %                                 |                              |
| LAMPA            | (Maus, HTR: 37 %)                        | vermutlicher 5-HT2AR-Agonist |
| MIPLA            | (Ratte, DD: 56 %) (Maus, HTR: 31 %)      | 5-HT2AR-Agonist              |
| EIPLA            | (Ratte, DD: 36 %) (Maus, HTR: 57 %)      | 5-HT2AR-Agonist              |
| ECPLA            | (Maus, HTR: 40 %)                        | 5-HT2AR-Agonist              |
| BOL-148          | <2 % 7 %                                 |                              |

## Rechtlicher Status
Soweit sich feststellen lässt, dass einer der Stoffe aufgrund seiner LSD-Analogie in Deutschland, Österreich oder der Schweiz staatlicher Regulierung unterliegt, die über die gewöhnliche Regulierung auf Grundlage der jeweiligen Chemikaliengesetze und des Arzneimittelrechts hinausgeht, wird dies ebenfalls angegeben. Mögliche Rechtsgrundlagen umfassen:
- in Deutschland das Betäubungsmittelgesetz (BtMG), konkretisiert durch dessen Anlagen per Verordnung der Bundesregierung, sowie das Neue-psychoaktive-Stoffe-Gesetz (NpSG), konkretisiert durch dessen Anlage per Verordnung des BMG
- in Österreich das Suchtmittelgesetz (SMG), konkretisiert durch die Suchtgiftverordnung (SGV), sowie das Neue-Psychoaktive-Substanzen-Gesetz (NPSG), konkretisiert durch die Neue-Psychoaktive-Substanzen-Verordnung (NPSV)
- in der Schweiz das Betäubungsmittelgesetz (BetmG), konkretisiert durch die Betäubungsmittelverzeichnisverordnung (BetmVV-EDI)

Den restriktivsten Bestimmungen in diesem Zusammenhang unterliegt LSD selbst, das in Deutschland in Anlage I zum BtMG, in Österreich in Anhang V zum SMG und in der Schweiz von Art. 8 BetmG erfasst ist. Den gegen neue psychoaktive Substanzen gerichteten Beschränkungen des NpSG unterliegen Stoffe, die die Stoffgruppendefinition 5.2 der Anlage zum NpSG erfüllen, jenen nach Art. 7 BetmG solche, die in Verzeichnis e im Anhang zur BetmVV-EDI gelistet sind.
| Name       | Deutschland                   | Österreich                                                                 | Schweiz | USA                                                                                  |
| ---------- | ----------------------------- | -------------------------------------------------------------------------- | --- | ------------------------------------------------------------------------------------ |
| LSD        | gelistet in Anlage I zum BtMG | gelistet in Anhang V zum SMG                                               | erfasst von Art. 8 BetmG                                                                                                  | gelistet in Schedule I des Controlled Substances Act, 21 U.S. Code § 812             |
| MLD-41     | erfasst vom NpSG              | möglicherweise als Phenethylamin-Verbindung erfasst von Anlage II zur NPSV | gelistet unter „Rohmaterialien und Erzeugnisse mit vermuteter betäubungsmittelähnlicher Wirkung“ im Anhang zur BetmVV-EDI | möglicherweise eine regulierte Substanz des Federal Analogue Act, 21 U.S. Code § 813 |
| ALD-52     | erfasst vom NpSG              | möglicherweise als Phenethylamin-Verbindung erfasst von Anlage II zur NPSV | gelistet unter „Rohmaterialien und Erzeugnisse mit vermuteter betäubungsmittelähnlicher Wirkung“ im Anhang zur BetmVV-EDI | möglicherweise eine regulierte Substanz des Federal Analogue Act, 21 U.S. Code § 813 |
| 1P-LSD     | erfasst vom NpSG              | möglicherweise als Phenethylamin-Verbindung erfasst von Anlage II zur NPSV | gelistet unter „Rohmaterialien und Erzeugnisse mit vermuteter betäubungsmittelähnlicher Wirkung“ im Anhang zur BetmVV-EDI | möglicherweise eine regulierte Substanz des Federal Analogue Act, 21 U.S. Code § 813 |
| 1B-LSD     | erfasst vom NpSG              | möglicherweise als Phenethylamin-Verbindung erfasst von Anlage II zur NPSV | | möglicherweise eine regulierte Substanz des Federal Analogue Act, 21 U.S. Code § 813 |
| 1CP-LSD    | erfasst vom NpSG              | möglicherweise als Phenethylamin-Verbindung erfasst von Anlage II zur NPSV | | möglicherweise eine regulierte Substanz des Federal Analogue Act, 21 U.S. Code § 813 |
| 1V-LSD     | erfasst vom NpSG              | möglicherweise als Phenethylamin-Verbindung erfasst von Anlage II zur NPSV | | möglicherweise eine regulierte Substanz des Federal Analogue Act, 21 U.S. Code § 813 |
| 1H-LSD     |                               | möglicherweise als Phenethylamin-Verbindung erfasst von Anlage II zur NPSV | | möglicherweise eine regulierte Substanz des Federal Analogue Act, 21 U.S. Code § 813 |
| 1D-LSD     | erfasst vom NpSG              | möglicherweise als Phenethylamin-Verbindung erfasst von Anlage II zur NPSV | | möglicherweise eine regulierte Substanz des Federal Analogue Act, 21 U.S. Code § 813 |
| 1T-LSD     | erfasst vom NpSG              | möglicherweise als Phenethylamin-Verbindung erfasst von Anlage II zur NPSV | | möglicherweise eine regulierte Substanz des Federal Analogue Act, 21 U.S. Code § 813 |
| 1S-LSD     |                               | möglicherweise als Phenethylamin-Verbindung erfasst von Anlage II zur NPSV | | möglicherweise eine regulierte Substanz des Federal Analogue Act, 21 U.S. Code § 813 |
| ETH-LAD    | erfasst vom NpSG              | möglicherweise als Phenethylamin-Verbindung erfasst von Anlage II zur NPSV | gelistet unter „Rohmaterialien und Erzeugnisse mit vermuteter betäubungsmittelähnlicher Wirkung“ im Anhang zur BetmVV-EDI | möglicherweise eine regulierte Substanz des Federal Analogue Act, 21 U.S. Code § 813 |
| 1P-ETH-LAD | erfasst vom NpSG              | möglicherweise als Phenethylamin-Verbindung erfasst von Anlage II zur NPSV | gelistet unter „Rohmaterialien und Erzeugnisse mit vermuteter betäubungsmittelähnlicher Wirkung“ im Anhang zur BetmVV-EDI | möglicherweise eine regulierte Substanz des Federal Analogue Act, 21 U.S. Code § 813 |
| PRO-LAD    | erfasst vom NpSG              | möglicherweise als Phenethylamin-Verbindung erfasst von Anlage II zur NPSV | gelistet unter „Rohmaterialien und Erzeugnisse mit vermuteter betäubungsmittelähnlicher Wirkung“ im Anhang zur BetmVV-EDI | möglicherweise eine regulierte Substanz des Federal Analogue Act, 21 U.S. Code § 813 |
| AL-LAD     | erfasst vom NpSG              | möglicherweise als Phenethylamin-Verbindung erfasst von Anlage II zur NPSV | gelistet unter „Rohmaterialien und Erzeugnisse mit vermuteter betäubungsmittelähnlicher Wirkung“ im Anhang zur BetmVV-EDI | möglicherweise eine regulierte Substanz des Federal Analogue Act, 21 U.S. Code § 813 |
| 1P-AL-LAD  | erfasst vom NpSG              | möglicherweise als Phenethylamin-Verbindung erfasst von Anlage II zur NPSV | | möglicherweise eine regulierte Substanz des Federal Analogue Act, 21 U.S. Code § 813 |
| 1CP-AL-LAD | erfasst vom NpSG              | möglicherweise als Phenethylamin-Verbindung erfasst von Anlage II zur NPSV | | möglicherweise eine regulierte Substanz des Federal Analogue Act, 21 U.S. Code § 813 |
| 1T-AL-LAD  | erfasst vom NpSG              | möglicherweise als Phenethylamin-Verbindung erfasst von Anlage II zur NPSV | | möglicherweise eine regulierte Substanz des Federal Analogue Act, 21 U.S. Code § 813 |
| DAM-57     | erfasst vom NpSG              | möglicherweise als Phenethylamin-Verbindung erfasst von Anlage II zur NPSV | gelistet unter „Rohmaterialien und Erzeugnisse mit vermuteter betäubungsmittelähnlicher Wirkung“ im Anhang zur BetmVV-EDI | möglicherweise eine regulierte Substanz des Federal Analogue Act, 21 U.S. Code § 813 |
| LAE-32     | erfasst vom NpSG              | möglicherweise als Phenethylamin-Verbindung erfasst von Anlage II zur NPSV | gelistet unter „Rohmaterialien und Erzeugnisse mit vermuteter betäubungsmittelähnlicher Wirkung“ im Anhang zur BetmVV-EDI | möglicherweise eine regulierte Substanz des Federal Analogue Act, 21 U.S. Code § 813 |
| LSM-775    | erfasst vom NpSG              | möglicherweise als Phenethylamin-Verbindung erfasst von Anlage II zur NPSV | gelistet unter „Rohmaterialien und Erzeugnisse mit vermuteter betäubungsmittelähnlicher Wirkung“ im Anhang zur BetmVV-EDI | möglicherweise eine regulierte Substanz des Federal Analogue Act, 21 U.S. Code § 813 |
| LPD-824    | erfasst vom NpSG              | möglicherweise als Phenethylamin-Verbindung erfasst von Anlage II zur NPSV | gelistet unter „Rohmaterialien und Erzeugnisse mit vermuteter betäubungsmittelähnlicher Wirkung“ im Anhang zur BetmVV-EDI | möglicherweise eine regulierte Substanz des Federal Analogue Act, 21 U.S. Code § 813 |
| LSZ        | erfasst vom NpSG              | möglicherweise als Phenethylamin-Verbindung erfasst von Anlage II zur NPSV | gelistet unter „Rohmaterialien und Erzeugnisse mit vermuteter betäubungsmittelähnlicher Wirkung“ im Anhang zur BetmVV-EDI | möglicherweise eine regulierte Substanz des Federal Analogue Act, 21 U.S. Code § 813 |
| MIPLA      | erfasst vom NpSG              | möglicherweise als Phenethylamin-Verbindung erfasst von Anlage II zur NPSV | gelistet unter „Rohmaterialien und Erzeugnisse mit vermuteter betäubungsmittelähnlicher Wirkung“ im Anhang zur BetmVV-EDI | möglicherweise eine regulierte Substanz des Federal Analogue Act, 21 U.S. Code § 813 |
| EIPLA      | erfasst vom NpSG              | möglicherweise als Phenethylamin-Verbindung erfasst von Anlage II zur NPSV | gelistet unter „Rohmaterialien und Erzeugnisse mit vermuteter betäubungsmittelähnlicher Wirkung“ im Anhang zur BetmVV-EDI | möglicherweise eine regulierte Substanz des Federal Analogue Act, 21 U.S. Code § 813 |
| ECPLA      | erfasst vom NpSG              | möglicherweise als Phenethylamin-Verbindung erfasst von Anlage II zur NPSV | gelistet unter „Rohmaterialien und Erzeugnisse mit vermuteter betäubungsmittelähnlicher Wirkung“ im Anhang zur BetmVV-EDI | möglicherweise eine regulierte Substanz des Federal Analogue Act, 21 U.S. Code § 813 |
| BOL-148    |                               | möglicherweise als Phenethylamin-Verbindung erfasst von Anlage II zur NPSV | |                                                                                      |

### Rechtliche Fundstellen
1. ↑  21 U.S. Code § 812 -  Schedules of controlled substances. In: law.cornell.edu. 27. Oktober 1970 (englisch).
2. 1 2 3 4 5 6 7 8 9 10 11 12 13 14 15 16 17 18 19 20 21 22 23  Stoffgruppe 5.2 der Anlage zum NpSG, siehe Verordnung des Bundesministeriums für Gesundheit vom 21. Juni 2024: Fünfte Verordnung zur Änderung der Anlage des Neue-psychoaktive-Stoffe-Gesetzes. BGBl. 2024 I Nr. 210, ausgegeben zu Bonn am 26. Juni 2024.
3. 1 2 3 4 5 6 7 8 9 10 11 12 13 14 15 16 17 18 19 20 21 22 23 24 25 26  § 1 Abs. 1 Nr. 2, Abs. 2 NPSV, Anlage II Nr. 2.
4. 1 2 3 4 5 6 7 8  Verzeichnis e, Nr. 263 im Anhang zur BetmVV-EDI
5. 1 2 3 4 5 6 7 8 9 10 11 12 13 14 15 16 17 18 19 20 21 22 23 24 25  21 U.S. Code § 813 -  Treatment of controlled substance analogues. In: law.cornell.edu. 27. Oktober 1986 (englisch).
6. ↑  Verzeichnis e, Nr. 233 im Anhang zur BetmVV-EDI
7. ↑  Verzeichnis e, Nr. 164 im Anhang zur BetmVV-EDI
8. 1 2  Verzeichnis e, Nr. 213 im Anhang zur BetmVV-EDI
9. ↑  Verzeichnis e, Nr. 166 im Anhang zur BetmVV-EDI
10. ↑  Verzeichnis e, Nr. 167 im Anhang zur BetmVV-EDI
11. ↑  Verzeichnis e, Nr. 168 im Anhang zur BetmVV-EDI

### Belege
1. ↑  Lysergic Acid Diethylamide (PDF; 242 kB), Swdrug Monographs, abgerufen am 23. Juli 2021.
2. 1 2  Simon D. Brandt, Pierce V. Kavanagh, Sarah Gare, Alexander Stratford, Adam L. Halberstadt: Analytical and behavioral characterization of 1‐hexanoyl‐LSD (1H‐LSD). In: Drug Testing and Analysis. 2024, doi:10.1002/dta.3767.
3. 1 2 3  Kavanagh PV, Westphal F, Pulver B, Elliott SP, Stratford A, Halberstadt AL, Brandt SD: Analytical and behavioral characterization of 1-dodecanoyl-LSD (1DD-LSD). In: Drug Test Anal. April 2024, doi:10.1002/dta.3691, PMID 38569566 (englisch).
4. ↑  Hasso Suliak: Gesetzespanne: Gefährliche LSD-Derivate plötzlich legal. In: lto.de. 20. Februar 2023, abgerufen am 6. April 2023.
5. ↑  Okada Y, Ueno K, Nishiwaki N, Nishimura T, Segawa H, Yamamuro T, Kuwayama K, Tsujikawa K, Kanamori T, Iwata YT: Identification of 1-(thiophene-2-carbonyl)-LSD from blotter paper falsely labeled "1D-LSD". In: Forensic Toxicol. Juli 2023, doi:10.1007/s11419-023-00668-8, PMID 37421500 (englisch).
6. ↑  Rie Tanaka, Maiko Kawamura, Sakumi Mizutani, Ruri Kikura-Hanajiri: Characterization of the lysergic acid diethylamide analog, 1‐(thiophene‐2‐carbonyl)‐N,N‐diethyllysergamide (1T‐LSD) from a blotter product. In: Drug Testing and Analysis. 2023, doi:10.1002/dta.3565.
7. 1 2 3  Tetsukichi Niwaguchi, Yuji Nakahara, Hisashi Ishii: Studies on Lysergic Acid Diethylamide and Related Compounds. IV. Syntheses of Various Amide Derivatives of Norlysergic Acid and Related Compounds. In: Yakugaku Zasshi, 1976, Band 96, Nr. 5, S. 673–678, doi:10.1248/yakushi1947.96.5_673.
8. 1 2 3 4 5 6 7 8 9 10  Andrew J. Hoffman, David E. Nichols: Synthesis and LSD-like discriminative stimulus properties in a series of N(6)-alkyl norlysergic acid N,N-diethylamide derivatives. In: Journal of Medicinal Chemistry, 1985, Band 28, Nr. 9, S. 1252–1255, doi:10.1021/jm00147a022.
9. ↑  Simon D. Brandt, Pierce V. Kavanagh, Folker Westphal, Simon Elliott, Jason Wallach, Alexander Stratford, David E. Nichols, Adam L. Halberstadt: Return of the lysergamides. Part III: Analytical characterization of N 6 -ethyl-6-norlysergic acid diethylamide (ETH-LAD) and 1-propionyl ETH-LAD (1P-ETH-LAD). In: Drug Testing and Analysis. 2017, Band 9, Nummer 10, S. 1641–1649, doi:10.1002/dta.2196.
10. ↑  Pierce V. Kavanagh, Folker Westphal, Benedikt Pulver, Hannes M. Schwelm, Alexander Stratford, Volker Auwärter, Stephen J. Chapman, Adam L. Halberstadt, Simon D. Brandt: Analytical profile of the lysergamide 1cP‐AL‐LAD and detection of impurities. In: Drug Testing and Analysis. 2022, doi:10.1002/dta.3397.
11. ↑  Okada Y, Segawa H, Yamamuro T et al. Synthesis and analytical characterization of 1-(2-thienoyl)-6-allyl-nor-d-lysergic acid diethylamide (1T-AL-LAD). Drug Test Anal. 2024; 1–8. doi:10.1002/dta.3747
12. 1 2 3  Stoll, A.; Helvetica Chimica Acta, (1955), 38, 421-33, abgerufen am 30. Juli 2021.
13. 1 2 3 4  David E. Nichols, Stewart Frescas u. a.: Lysergamides of Isomeric 2,4-Dimethylazetidines Map the Binding Orientation of the Diethylamide Moiety in the Potent Hallucinogenic Agent N,N-Diethyllysergamide (LSD). In: Journal of Medicinal Chemistry. 45, 2002, S. 4344, doi:10.1021/jm020153s.
14. 1 2 3 4 5 6 7 8  Harold A. Abramson: Lysergic Acid Diethylamide (LSD-25): XXXI. Comparison by Questionnaire of Psychotomimetic Activity of Congeners on Normal Subjects and Drug Addicts. In: British Journal of Psychiatry 1960, Band 106, S. 1120–1123, doi:10.1192/bjp.106.444.1120.
15. ↑  vgl. Richard A. Glennon: Classical Hallucinogens: An Introductory Overview. In: Geraldine C. Lin, Richard A. Glennon (Hrsg.): Hallucinogens: An Update. NIDA Research Monograph 146. National Institute on Drug Abuse, 1994, S. 9 f.
16. ↑  Clint E. Canal, Drake Morgan: Head-twitch response in rodents induced by the hallucinogen 2,5-dimethoxy-4-iodoamphetamine: a comprehensive history, a re-evaluation of mechanisms, and its utility as a model. In: Drug Testing and Analysis, 2012, Band 4, Nr. 7–8, S. 556–576, doi:10.1002/dta.1333.
17. ↑  Daniel Wacker, Sheng Wang, John D. McCorvy, Robin M. Betz, A. J. Venkatakrishnan, Anat Levit, Katherine Lansu, Zachary L. Schools, Tao Che, David E. Nichols, Brian k. Shoichet, Ron O. Dror, Bryan L. Roth: Crystal Structure of an LSD-Bound Human Serotonin Receptor. In: Cell, 2017, Band 168, S. 377–389, doi:10.1016/j.cell.2016.12.033.
18. 1 2 3 4  Simon D. Brandt, Pierce V. Kavanagh, Folker Westphal, Simon P. Elliott, Jason Wallach, Tristan Colestock, Timothy E. Burrow, Stephen J. Chapman, Alexander Stratford, David E. Nichols, Adam L. Halberstadt: Return of the lysergamides. Part II: Analytical and behavioural characterization of N6-allyl-6-norlysergic acid diethylamide (AL-LAD) and (2’S,4’S)-lysergic acid 2,4-dimethylazetidide (LSZ). In: Drug Testing and Analysis, 2017, Band 9, Nr. 1, S. 38–50, doi:10.1002/dta.1985.
19. 1 2 3 4 5 6 7  Harris Isbell, E. J. Miner, C. R. Logan: Relationships of psychotomimetic to anti-serotonin potencies of congeners of lysergic acid diethylamide (LSD-25). In: Psychopharmacologia, 1959, Band 1, Nr. 1, S. 20–28, doi:10.1007/BF00408108.
20. 1 2 3  Adam L. Halberstadt, Muhammad Chatha, Adam K. Klein, John D. McCorvy, Markus R. Meyer, Lea Wagmann, Alexander Stratford, Simon D. Brandt: Pharmacological and biotransformation studies of 1-acyl-substituted derivatives of d-lysergic acid diethylamide (LSD). In: Neuropharmacology, 2020, Band 172, S. 107856, doi:10.1016/j.neuropharm.2019.107856.
21. ↑  Simon D. Brandt, Pierce V. Kavanagh, Folker Westphal, Alexander Stratford, Simon P. Elliott, Khoa Hoang, Jason Wallach, Adam L. Halberstadt: Return of the lysergamides. Part I: Analytical and behavioural characterization of 1-propionyl-d-lysergic acid diethylamide (1P-LSD). In: Drug Testing and Analysis, 2016, Band 8, Nr. 9, S. 891–902, doi:10.1002/dta.1884.
22. ↑  Simon D. Brandt, Pierce V. Kavanagh, Folker Westphal, Alexander Stratford, Simon P. Elliott, Geraldine Dowling, Jason Wallach, Adam L. Halberstadt: Return of the lysergamides. Part V: Analytical and behavioural characterization of 1-butanoyl-d-lysergic acid diethylamide (1B-LSD). In: Drug Testing and Analysis, 2019, Band 11, Nr. 8, S. 1122–1133, doi:10.1002/dta.2613.
23. 1 2  Simon D. Brandt, Pierce V. Kavanagh, Folker Westphal, Alexander Stratford, Anna U. Odland, Adam K. Klein, Geraldine Dowling, Nicola M. Dempster, Jason Wallach, Torsten Passie, Adam L. Halberstadt: Return of the lysergamides. Part VI: Analytical and behavioural characterization of 1-cyclopropanoyl-d-lysergic acid diethylamide (1CP-LSD). In: Drug Testing and Analysis, 2020, Band 12, Nr. 6, S. 812–826, doi:10.1002/dta.2789.
24. 1 2  Simon D. Brandt, Pierce V. Kavanagh, Folker Westphal, Benedikt Pulver, Kathleen Morton, Alexander Stratford, Geraldine Dowling, Adam L. Halberstadt: Return of the lysergamides. Part VII: Analytical and behavioural characterization of 1‐valeroyl‐D‐lysergic acid diethylamide (1V‐LSD). In: Drug Testing and Analysis, 2021, Early View, doi:10.1002/dta.3205.
25. 1 2  Simon D. Brandt, Pierce V. Kavanagh, Folker Westphal, Benedikt Pulver, Hannes M. Schwelm, Kyla Whitelock, Alexander Stratford, Volker Auwärter, Adam L. Halberstadt: Analytical profile, in vitro metabolism and behavioral properties of the lysergamide 1P‐AL‐LAD. In: Drug Testing and Analysis. 14, 2022, S. 1503, doi:10.1002/dta.3281.
26. 1 2 3 4 5  Adam L. Halberstadt, Landon M. Klein, Muhammad Chatha, Laura B. Valenzuela, Alexander Stratford, Jason Wallach, David E. Nichols, Simon D. Brandt: Pharmacological characterization of the LSD analog N-ethyl-N-cyclopropyl lysergamide (ECPLA). In: Psychopharmacology, 2019, Band 236, S. 799–808, doi:10.1007/s00213-018-5055-9.
27. 1 2 3 4  Xuemei Huang, Danuta Marona-Lewicka, Robert C. Pfaff, David E. Nichols: Drug discrimination and receptor binding studies of N-isopropyl lysergamide derivatives. In: Pharmacology Biochemistry and Behavior, 1994, Band 47, Nr. 3, S. 667–673, doi:10.1016/0091-3057(94)90172-4.
28. ↑  Simon D. Brandt, Pierce V. Kavanagh, Folker Westphal, Benedikt Pulver, Hannes M. Schwelm, Alexander Stratford, Volker Auwärter, Adam L. Halberstadt: Analytical and behavioral characterization of N‐ethyl‐N‐isopropyllysergamide (EIPLA), an isomer of N6–ethylnorlysergic acid N, N‐diethylamide (ETH‐LAD). In: Drug Testing and Analysis. 2023, doi:10.1002/dta.3530.